# Geraldine Page
Geraldine Sue Page (Kirksville, 22 de novembro de 1924 – Nova Iorque, 13 de junho de 1987) foi uma atriz norte-americana. Aclamada por seu trabalho na Broadway, bem como no cinema e na televisão, Page ganhou um Oscar (de oito indicações), dois Prêmios Emmy, dois Globos de Ouro, um BAFTA Award e quatro indicações para o Tony Award.
Nascida em Kirksville, no Missouri, ela estudou na escola de teatro do Instituto de Arte de Chicago e com Uta Hagen e Lee Strasberg na cidade de Nova York antes de ser escalada para seu primeiro papel no cinema no western Caminhos Ásperos (1953), que lhe rendeu sua primeira indicação ao Oscar. Por causa do macarthismo, ela foi posteriormente colocada na lista negra de Hollywood e ficou afastada do cinema por oito anos. Page continuou a aparecer na televisão e no teatro e ganhou sua primeira indicação ao Tony por sua atuação em Sweet Bird of Youth (1959-60), um papel que ela reprisou na adaptação para o cinema de 1962, ganhando um Globo de Ouro de melhor atriz em filme dramático.
Ela recebeu indicações ao Oscar por seus papéis em Agora Você É Um Homem (1966) e Reencontro de Amor (1972), seguido por uma indicação ao Tony por sua atuação na produção teatral de Absurd Person Singular (1974-75). As suas outras aparições no cinema durante esse período foram os thrillers A Mansão dos Desaparecidos (1969), com Ruth Gordon, e O Estranho Que Nós Amamos (1971), com Clint Eastwood. Em 1977, ela dublou Madame Medusa no filme da Disney, Bernardo e Bianca, seguido por um papel em Interiores de Woody Allen, que lhe rendeu um BAFTA de melhor atriz coadjuvante em cinema.
Depois de ser indicada para o Hall da Fama do American Theatre em 1979 por seu trabalho no teatro, Page voltou à Broadway com um papel principal em Agnes of God (1982), ganhando sua terceira indicação ao Tony. Ela ainda voltaria a ser indicada ao Oscar por suas atuações em Nos Calcanhares da Máfia (1984) e O Regresso para Bountiful (1985), o último dos quais lhe rendeu o Oscar de melhor atriz. Page morreu na cidade de Nova York em 1987 no meio de uma temporada que fazia na Broadway de Blithe Spirit, pela qual ela recebeu sua quarta indicação ao Tony.

## Biografia
Geraldine nasceu em 1924, em Kirksville, no Missouri, a segunda filha de Edna Pearl e Leon Elwin Page. Leon era médico e autor de diversos livros de referência na área. Geraldine tinha um irmão mais velho, Donald.
Aos 5 anos de idade, a família se mudou para Chicago, Illinois. A família era metodista e muito ativa na igreja e na comunidade de Chicago, onde ela fez suas primeiras incursões no palco, no grupo de teatro da igreja, onde em 1941 atuou numa montagem de Little Women. Depois de se formar na escola preparatória, ela ingressou na escola de drama do Art Institute of Chicago, com a intenção de se tornar artista visual ou pianista.
Depois de se formar, em 1945, Geraldine estudou no Herbert Berghof School e no American Theatre Wing, na cidade de Nova Iorque, onde trabalhou por sete anos com Uta Hagen. Em seguida, ingressou no Actors Studio, onde trabalhou com Lee Strasberg. Neste período, ela voltou várias vezes a Chicago, nas férias de verão, especialmente para atuar e para rever a família. Enquanto tentava se estabelecer na carreira, teve vários empregos, como garçonete, modelo e metalúrgica.

## Carreira
Atriz adepta do “método”, a técnica de interpretação introduzida pelo Actor´s Studio de Lee Strasberg nos anos 50 na cena teatral dos Estados Unidos, Page conseguiu sua primeira indicação ao Tony, o prêmio máximo do teatro, na peça Doce Pássaro da Juventude, de Tennessee Williams, que ela reprisaria no cinema com Paul Newman e lhe daria uma indicação ao oscar de melhor atriz coadjuvante. Nos anos 60, ela participaria de diversas peças de sucesso e estabeleceria sua importância especialmente na cena artística americana como atriz de teatro. Um de seus mais notáveis sucessos foi em Agnes de Deus, da qual participou de 599 encenações seguidas e teve grande aclamação da crítica.
Ao mesmo tempo, Page interpretou grandes papéis no cinema além da versão cinematográfica de Doce Pássaro de Juventude em Anjo de Pedra (1961),  O Dia do Gafanhoto (1975), O Estranho Que Nós Amamos (1971) com Clint Eastwood e Interiores de Woody Allen (1978) e de voz a vilã Madame Medusa em Bernardo e Bianca em 1977 do estúdio da Walt Disney.
O prêmio maior viria em 1985, depois de oito indicações desde os anos 60, pouco antes de sua morte, com o Oscar de melhor atriz em O Regresso para Bountiful, sendo aplaudida de pé por toda plateia presente à cerimônia no momento do anúncio de sua premiação.
Suas raras mas brilhantes aparições na televisão, também lhe valeram dois Emmy de melhor atriz em drama, estrelando duas histórias clássicas de Truman Capote, A Christmas Memory (1967) e The Thanksgiving Visitor (1969). Foi casada por mais de 20 anos com o ator Rip Torn, seis anos mais novo que ela.

## Morte
Em 13 de janeiro de 1987, Geraldine não chegou ao Neil Simon Theatre para suas duas apresentações naquela noite na peça Blithe Spirit, de Noël Coward, cuja temporada tinha começado em março daquele ano. No final da peça daquela noite, o produtor anunciou ao elenco que Geraldine tinha sido encontrada morta em sua casa no centro de Nova Iorque. Geraldine teve um infarto. Uma grande homenagem foi feita no teatro, junto de parentes e amigos, como Sissy Spacek, James Earl Jones, Amanda Plummer, Jerry Stiller, Anne Meara, além do marido, Rip Torn, no Neil Simon Theatre.